# Fortuna (Kalifornien)
Fortuna ist eine Stadt im Humboldt County im Norden des US-Bundesstaats Kalifornien. Das U.S. Census Bureau hat bei der Volkszählung 2020 eine Einwohnerzahl von 12.516 ermittelt. Die geographischen Koordinaten sind: 40,59° Nord, 124,15° West. Das Stadtgebiet hat eine Größe von 12,5 km². Die Stadt liegt am Eel River, etwa 15 Kilometer vor seiner Mündung in den Pazifischen Ozean. Durch die Stadt verläuft der U.S. Highway 101, der von Los Angeles im Süden entlang der US-amerikanischen Pazifikküste bis Olympia im Bundesstaat Washington führt.

## Persönlichkeiten
- Jacob Cooney (* 1981), Filmregisseur, Filmproduzent und Drehbuchautor

## Nachweise
1. ↑  Explore Census Data Fortuna city, California. Abgerufen am 9. Dezember 2022.